# Рованці
Рованцí — село в Україні, у Луцькому районі Волинської області. Входить до складу Боратинської сільської громади. Населення становить 1188 осіб.

## Населення
Згідно з переписом УРСР 1989 року чисельність наявного населення села становила 1126 осіб, з яких 545 чоловіків та 581 жінка.
За переписом населення України 2001 року в селі мешкало 1188 осіб.

### Мова
Розподіл населення за рідною мовою за даними перепису 2001 року:
| Мова       | Відсоток |
| ---------- | -------- |
| українська | 98,75 %  |
| російська  | 1,08 %   |
| білоруська | 0,08 %   |
| словацька  | 0,08 %   |

## Пам'ятки археології
На території села відомі наступні пам'ятки археології:
- На східній околиці села, на території історичного передмістя Луцька (Гнідава), в урочищі Гнідавська Гірка, на лівому, високому березі р. Стир, зліва від шосейного мосту — багатошарове поселення доби пізнього палеоліту, волино-люблінської енеоліту, стжижівської, тшинецько-комарівської, лужицької бронзового часу, лежницької групи ранньозалізного часу, волино-подільської культурної групи, ранньослов'янського часу VII-ІХ ст. і періоду Х-ХІІІ ст. Роботи на ньому у різний час проводили Я.Фіцке, М.Матвієйко, М.Кучера, М.Кучінко, Г.Охріменко, В.Шкоропад, О.Златогорський. У 1967 р. тут досліджене чоловіче і жіноче випростані та два дитячих скорчених поховання стжижовської культури. У складі інвентаря наявні амфора і миска, крем'яні ніж і серп, підвіски зі стулок річкової черепашки та тваринні кістки.

Протягом 2002—2011 років на території поселення діяла постійна Рованцівська рятівна археологічна експедиція під керівництвом В. Шкоропада і О.Златогорського. Закладено 13 розкопів, досліджено майже 2000 кв.м. Виявлено унікальні об'єкти і матеріали неолітичної, бронзової, ранньозалізної, ранньослов'янської, давньоруської доби, поховання лендельської і стжижовської культур, давньоруського часу.

Розкопки експедиції ДП «Волинські старожитності» на багатошаровому поселенні в урочищі Гнідавська Гірка у с. Рованці 2009 року

2) На південно-західній околиці села, в урочищі Четвертий сінокіс (тепер включено до складу с. Боратин), за 0,3 км на південь від залізничної колії, на лівому високому березі р. Стир — багатошарова пам'ятка: поселення і ґрунтовий могильник волино-люблінської культури, плоский могильник ульвівецької групи лужицької культури, поселення вельбарської культури та селище давньоруського періоду Х-ХІ ст., що займає площу розміром 50×200 м. Вона відкрита розвідкою В.Івановського та В.Шкоропада у 1985 р. Їх розкопки, в яких брали участь М.Кучінко, В.Оприск та Д.Павлів, тривали до 1990 р. Ними досліджено два поховання волино-люблінської культури незадовільного збереження, котрі супроводжували глиняні миски і чаші, пластини, вістря стріл і серпи з кременю. На глибині 0,4-0,6 м виявлено понад 50 поховань ульвівецької групи лужицької культури, серед яких наявні захоронення за ритуалом кремації, тіло покладення та поховання окремих людських черепів. До складу поховального інвентаря входять ліпні черпаки, кубки, чаші, фігурки птахів а також різноманітні вироби з бронзи, серед яких виділяються браслети. З поселенням вельбарської культури пов'язані дві великі напівземлянки, а з давньоруським часом — дві квадратної форми землянки і три господарські ями. У 2009 році роботи на могильнику проводила експедиція ДП «Волинські старожитності» під керівництвом Златогорського О. Є..
3) За 0,2 км на південь від попередньо обумовленої пам'ятки, на високому лівому березі Стиру — селище Х-ХІ ст., відкрите розвідкою В.Оприска та Д.Павліва у 1989 році.
4) На південній околиці села в урочищі Куповаті, на ділянці правого берега р. Стир висотою 14-16 м над рівнем заплави — поселення періоду ХІІ-ХІІІ ст. площею до 1 га. Роботи на поселенні проводила експедиція ДП «Волинські старожитності» під керівництвом В.Баюка у 2010 році. Досліджено об'єкти періоду вельбарської культури, часу луки-райковецької та Х-ХІ ст.
5) За 0,3 км на південний схід від села, на схилі берега р. Стир висотою 5-6 м над рівнем заплави, за 0,3 км на північний захід від церкви — двошарове поселення вельбарської культури і періоду ХІІ-ХІІІ ст. площею до 1 га.
6) За 0,5 км на захід від села, поруч з новим цвинтарем, на північний схід від церкви, на лагідному схилі лівого берега р. Стир висотою 8-10 м над рівнем заплави — двошарове поселення тшинецько-комарівської культури і періоду ХІ-ХІІ ст. площею близько 1 га.
7) За 0,8 км на захід від села, на південь і південний схід від церкви, на мисоподібному виступі правого берега р. Стир висотою до 16 м над рівнем заплави — двошарове поселення тшинецько-комарівської культури і періоду ХІІ-ХІІІ ст. площею близько 1 га. З території людських городів зібрані уламки ліпної кераміки доби бронзи і фрагменти гончарного посуду давньоруського часу.
8) За 2,5 км на південний захід від села, на території урочища Рованці-2, на місці будівництва заводу «Кромберг і Шуберт» було поселення давньоруського часу, досліджене В.Шкоропадом та С.Панишком у 2005 році.
9) На південно-східній околиці села, на першій надзаплавній терасі лівого берега р. Стир, за 300 м на південний захід від берега річки і за 20 м на північний схід від магазину та складських приміщень ПП «Оланд» — багатошарове поселення рубежу нашої ери і часів Київської Русі.

## Сучасність

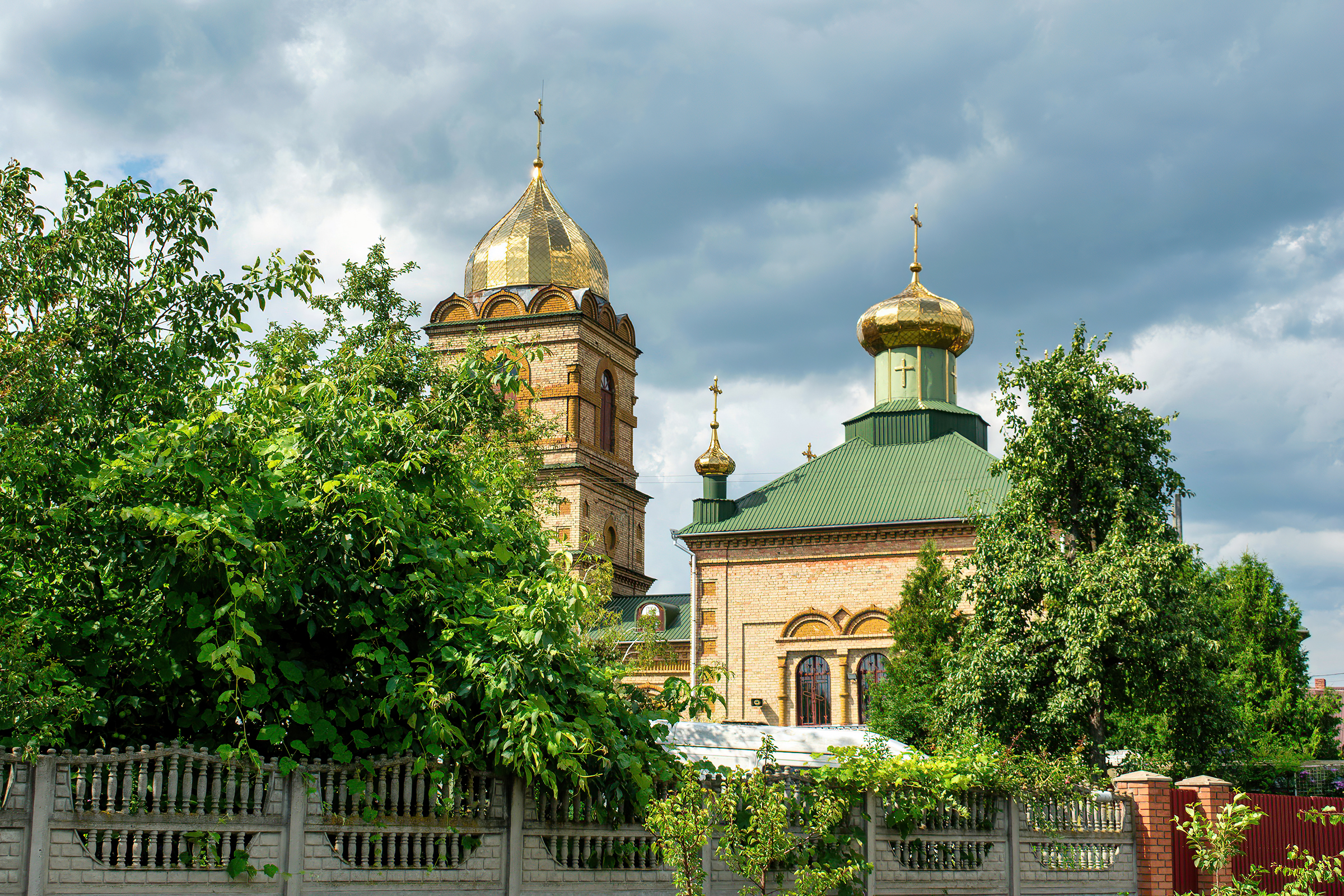
Церква святого Пантелеймона

17 лютого 2016 року на об'їзній дорозі поблизу села Рованці відкрили першу електрозарядну станцію.
12 грудня 2017 року митрополит Луцький та Волинський Михаїл освятив церкву УПЦ КП на честь апостола Андрія Первозваного та очолив у ній Божественну Літургію.
12 червня 2020 року, відповідно до розпорядження Кабінету Міністрів України № 708-р «Про визначення адміністративних центрів та затвердження територій територіальних громад Волинської області», село увійшло у склад Боратинської сільської громади.
19 липня 2020 року, в результаті адміністративно-територіальної реформи та ліквідації  Луцького району(1940—2020), село увійшло до складу новоутвореного Луцького району.
У квітні 2021 року голова Боратинської громади Сергій Яручик повідомив, що у заплаві річки Стир, що на території Рованців, планують звести дамбу. Тут має бути пішохідна зона і велодоріжки, якими з’єднають село і вулицю Дубнівську в Луцьку.